# Варница
Варница (на турски: Pırnar) е село в Източна Тракия, Турция, Вилает Одрин.

## География
Селото се намира на 19 километра южно от Кешан.